# Powiat Chojnicki

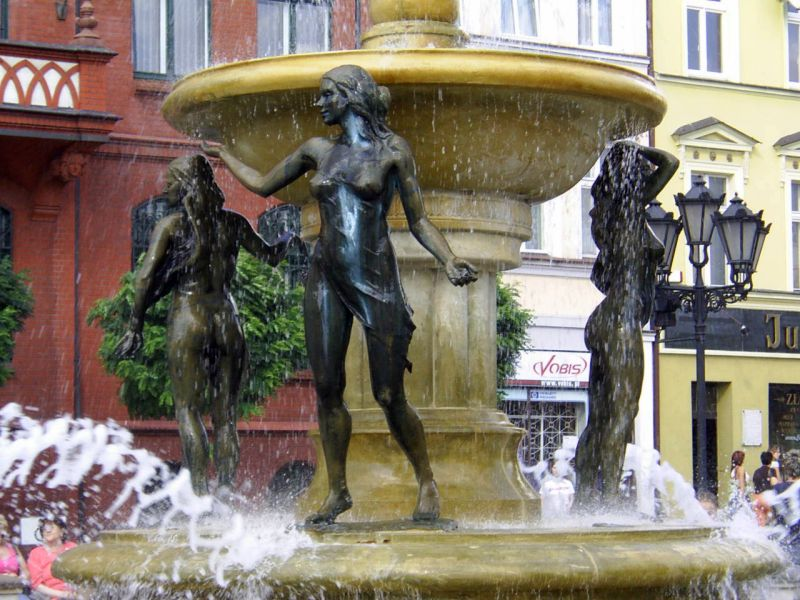
Chojnice

Der Powiat Chojnicki (kaschubisch Chònicczi kréz) ist ein Powiat (Kreis) in der polnischen Woiwodschaft Pommern. Der Powiat hat eine Fläche von 1364,25 km², auf der etwa 97.000 Einwohner leben.

## Gemeinden und Städte
Der Powiat umfasst fünf Gemeinden.
Stadtgemeinde:
- Chojnice (Konitz)

Stadt-und-Land-Gemeinden:
- Brusy (Bruß)
- Czersk (Czersk)

Landgemeinden:
- Chojnice
- Konarzyny (Groß Konarczyn)

## Nachbarlandkreise
| Powiat Bytowski Bütow        |                                             | Powiat Kościerski Berent               |
| Powiat Człuchowski Schlochau | Kompassrose, die auf Nachbargemeinden zeigt | Powiat Starogardzki Preußisch Stargard |
|                              | Powiat Sępoleński Zempelburg                | Powiat Tucholski Tuchel                |